# Manuel Saavedra Triana
Manuel Saavedra Triana es un boxeador colombiano retirado.

## Trayectoria en el Boxeo Aficionado
Nació en Armero Guayabal, uno de los 47 municipios del Departamento del Tolima, Colombia. Estudió en la Academia de la Policía Nacional, en donde desempeñó distintas funciones. Luego fue trasladado a Bogotá y en esa ciudad comienza a practicar Atletismo, levantamiento de pesas y natación en forma paralela. Mientras entrenaba levantando pesas fue descubierto por el profesor Rito Rosas, que vio en el una buena aptitud para el boxeo. En el año 1973, debuta como amateur en Bogotá, Colombia; su inicio no pudo ser mejor al ganar 12 peleas por K.O y perder 1 por decisión. Luego empezaría una trayectoria destacada en el ámbito nacional e internacional.
| AÑO  | Competencia                                                                         |
| ---- | ----------------------------------------------------------------------------------- |
| 1973 | Debut Boxeador Amateur.                                                             |
| 1976 | Subcampeón Nacional de Boxeo Categoría Wélter.                                      |
| 1977 | Campeón Nacional de Boxeo en Montería, Colombia.                                    |
| 1977 | Medalla de Oro Juegos Bolivarianos en La Paz, Bolivia.                              |
| 1977 | Participación en el Giraldo Córdova Cardín en La Habana, Cuba.                      |
| 1978 | Medalla de Plata en los Juegos Centroamericanos y del Caribe en Medellín, Colombia. |

### Palmarés Boxeo Aficionado
| Ganadas K.O: | Ganadas UD | Perdidas | Total |
| ------------ | ---------- | -------- | ----- |
| 62           | 10         | 8        | 80    |

## Boxeo Profesional
En 1979 es promocionado a profesional del boxeo donde disputa 15 peleas oficiales, visita 14 países y gana el Título Nacional de Boxeo categoría Superwélter y realiza una defensa exitosa de dicho título antes de su retiro. Tres meses después de retirado es ascendido al 9° puesto del ranking continental lo que le daría la opción de retar por el título mundial pero no lo intenta debido a que ya tenía una familia y decide no regresar al profesionalismo.
En la página de Estadísticas del Boxeo Mundial BOX REC está identificado con el ID #185015 y aparece un récord de 8 peleas oficiales con un registro de 5 victorias, 3 derrotas y 0 empates.
Su hijo Alejandro Saavedra trabaja en la investigación de las demás peleas oficiales y sus registros para actualizar su palmarés y dejarlo actualizado en la página de Box Rec y complementar este artículo con artículos de la prensa de la época e imágenes de la carrera de su padre.
| Fecha      | Oponente             | Participación                                       | Ciudad                              | Resultado        |
| ---------- | -------------------- | --------------------------------------------------- | ----------------------------------- | ---------------- |
| 31/08/1979 | José Ortiz           | Debut como profesional                              | Willemstad, Curazao                 | Ganada por UD    |
| 27/02/1980 | Inocencio de la Rosa | Pelea Oficial                                       | Santo Domingo, República Dominicana | Perdida por K.O. |
| 14/05/1980 | Adalberto Vanegas    | Pelea por el título Campeón Nacional de Superwélter | Bogotá, Colombia                    | Ganada PTS       |
| 14/08/1980 | Rosendo Ruvalcaba    | Pelea Oficial                                       | Bogotá, Colombia                    | Ganada T.K.O.    |
| 28/11/1980 | Papo Villa           | Pelea Oficial                                       | Bogotá, Colombia                    | Ganada PTS       |
| 18/03/1981 | Nicanor Camacho      | Pelea Oficial                                       | Montería, Colombia                  | Perdida PTS      |
| 17/07/1981 | Jairo Segovia        | Pelea por el título Campeón Nacional de Superwélter | Bogotá, Colombia                    | Ganada por UD    |
| 18/09/1981 | Emiliano Villa       | Pelea por el título Campeón Nacional de Superwélter | Bogotá, Colombia                    | Perdida por K.O. |

### Palmarés Boxeo Profesional
En  tanto se recolecta la información completa, este sería el palmarés profesional reconocido hasta el momento:
| Ganadas K.O: | Ganadas UD | Perdidas | Total |
| ------------ | ---------- | -------- | ----- |
| 1            | 4          | 3        | 8     |

### Palmarés según relatos del Boxeador
Se investiga en la actualidad para confirmar la información.
| Ganadas K.O: | Ganadas UD | Perdidas | Total |
| ------------ | ---------- | -------- | ----- |
| 9            | 3          | 3        | 15    |